# Talale (Ort)
Talale ist eine osttimoresische Siedlung im Suco Edi (Verwaltungsamt Maubisse, Gemeinde Ainaro). Sie befindet sich im Süden der Aldeia Talale, auf einer Meereshöhe von 865 m. Nach Norden hin verstreuen sich die Häuser. Östlich liegt das Dorf Mau-Lai (Suco Manetú).